# HD 189432
HD 189432，又名BD+37 3703，SAO 69193、HR 7642，是一颗恒星，视星等为6.32，位于銀經73.84，銀緯4.54，其B1900.0坐标为赤經19h 54m 57.9s，赤緯+37° 4.54′ 2″。